# Antonio Barengo
Antonio Pietro Barengo (Castellamonte, 9 ottobre 1934 – Cuorgnè, 24 giugno 2016) è stato un calciatore italiano, di ruolo centrocampista o attaccante.

## Carriera
Di ruolo ala sinistra, dal 1950 al 1954 fece parte delle giovanili della Juventus, giocando anche un Torneo di Viareggio, quello del 1954 in cui la squadra perse solo la finale contro il Lanerossi Vicenza con il punteggio di 2-1. Ha esordito in Serie A il 18 settembre 1955 nella partita Juventus-Spal (2-2).
Nel 1954 la Juventus lo cedette in prestito al Monza, che militava in Serie B. In seguito venne chiamato a sostituire il calciatore danese Karl Aage Præst, infortunato in quel periodo, disputando 2 partite del campionato di Serie A contro la SPAL (2-2) e contro la Triestina (1-1) .
Poi venne ceduto all'Anconitana per un totale di 3 campionati. Finisce la sua carriera giocando 6 anni nel Pinerolo.

## Palmarès

### Club

#### Competizioni regionali
- Prima Categoria: 1

Pinerolo: 1962-1963